# DL1961
DL1961 est une marque luxueuse de denim, vendue dans plus de 1 500 magasins. La marque a été fondée en 2008 en utilisant la technologie XFIT-Lycra,.C'est un fil de lycra enveloppé de coton et mélangé au polystyrène fabriqué par ADM Denim, société mère de DL1961. 
D'après Liana Satenstein, journaliste chez Vogue, DL1961 est connu pour ses combinaisons et son style décontracté.